# Aeródromo Fundo Loma Larga
El Aeródromo Loma Larga (OACI: SCFL) es un terminal aéreo ubicado en el Fundo Loma Larga a 4 kilómetros al noreste de Casablanca, Provincia de Valparaíso, Región de Valparaíso, Chile. Es de propiedad privada. Código de aeropuerto SCFL.